# Nobody's Fault
«Nobody's Fault» es una canción de la banda estadounidense Aerosmith. Es la sexta pista del álbum de estudio Rocks, publicado en 1976. Fue compuesta por el guitarrista Brad Whitford y el cantante Steven Tyler. Whitford en más de una ocasión la ha citado como su canción favorita de Aerosmith.

## Versiones
- La agrupación Testament grabó una versión de la canción en su álbum de 1989 The New Order.
- La banda de metal sureño Jackyl grabó una versión en 1998 en el álbum Stayin' Alive.
- La banda de glam metal L.A. Guns la incluyó en su álbum de 2004 Rips the Covers Off.
- El cantante de Mötley Crüe, Vince Neil, grabó una versión de la canción en su álbum de 2010 Tattoos & Tequila.